# Punilla (departamento)
Punilla é um departamento da Argentina, localizado na província de Córdova. Possuía, em 2019, 209.578 habitantes.